# Bibio rufalipes
Bibio rufalipes är en tvåvingeart som beskrevs av Hardy 1937. Bibio rufalipes ingår i släktet Bibio och familjen hårmyggor.
Artens utbredningsområde är Texas. Inga underarter finns listade i Catalogue of Life.